# Annulus (botânica)

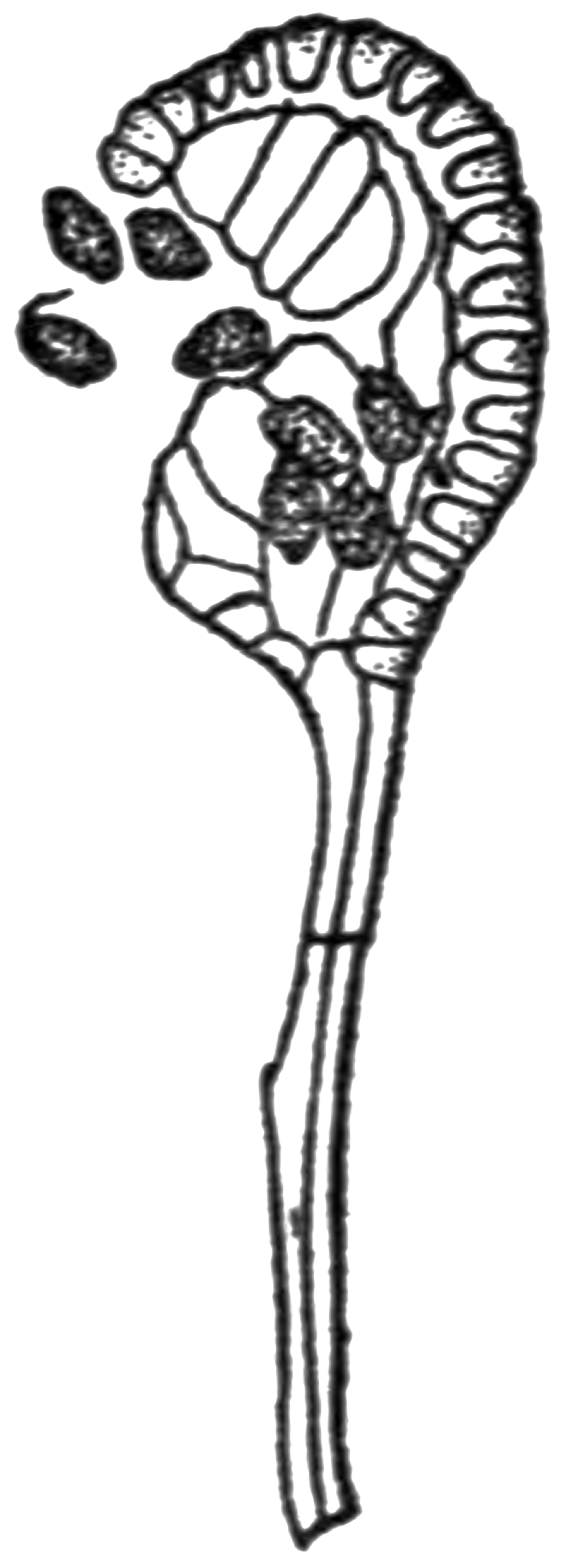
Esporângio de Polypodium vulgare com o annulus na parte direita da imagem.

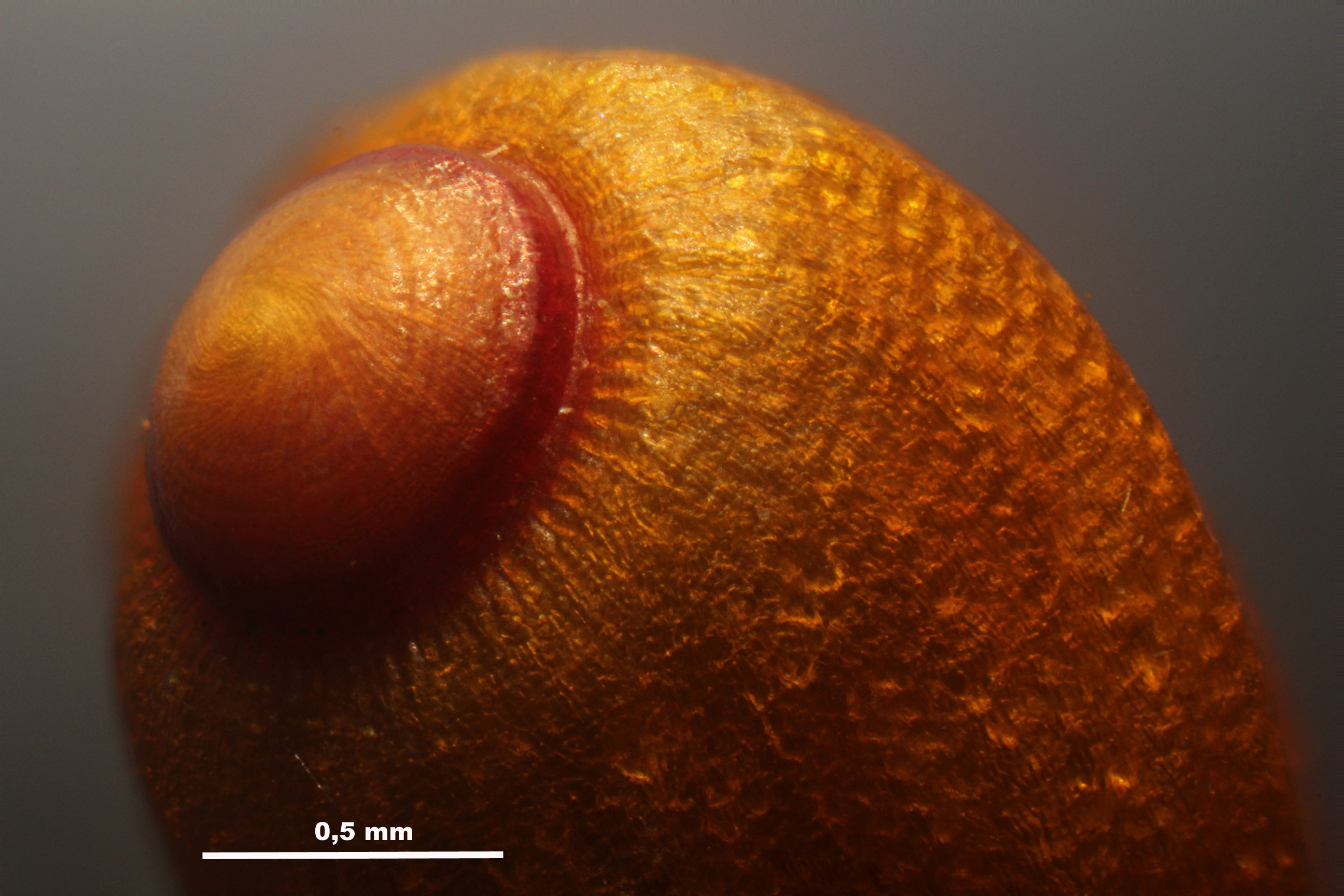
Esporângio do musgo Funaria hygrometrica com um annulus bem definido.

Annulus, ânulo ou anel, é a designação dada em morfologia vegetal e em botânica a um arco ou anel de células especializadas presentes no esporângio dos pteridófitos leptosporangiados e de alguns grupos de musgos. Essas células estão dispostas numa única fileira e estão associadas à libertação ou dispersão dos esporos.

## Desscrição
Em pteridófitos leptosporangiados, o ânulo está localizado no bordo externo do esporângio e serve para optimizar a dispersão de esporos. Consiste tipicamente num anel ou cinturão de células mortas cheias de água, com paredes celulares espessadas diferencialmente, que se estendem cerca de dois terços ao redor de cada esporângio. As paredes mais finas do lado de fora permitem que a água evapore rapidamente em condições secas. Esta deiscência causa o encolhimento das células e uma contração e endireitamento do anel anular, eventualmente rompendo a parede do esporângio ao rasgar as células labiais de paredes finas no lado oposto do esporângio. À medida que mais água evapora, bolhas de ar se formam nas células, fazendo com que o anel contraído se mova para frente novamente, desalojando e lançando os esporos para longe da planta. O tipo e a posição do anel são variáveis (por exemplo, patch, apical, oblíquo ou vertical) e podem ser usados para distinguir os principais grupos de samambaias leptosporangiadas.
Nos musgos o ânulo é um anel completo de células ao redor peristoma do esporângio, que se dissolve para permitir que a tampa caia e os esporos sejam libertados.